# Icahuates
Los icahuates son un grupo indígena del norte de Perú, mencionado por los jesuitas, que habitaba junto al río Napo y que desapareció. Curiosamente, entre la población de Muniches, unos 230 km al sur, entre un 40 % y un 50 % de la comunidad se apellida Icahuate, por lo que se supone que parte de la comunidad icahuate emigró al sur y se integró en la comunidad muniche.